# Rhingia tinniens
Rhingia tinniens är en tvåvingeart som beskrevs av Meyer 1794. Rhingia tinniens ingår i släktet näbblomflugor, och familjen blomflugor.
Artens utbredningsområde är Tyskland. Inga underarter finns listade i Catalogue of Life.